# سامح سيف اليزل
سامح سيف اليزل (1946 - 4 أبريل 2016، القاهرة) خبير أمني مصري، والرئيس السابق للفرع الإقليمي لشركة جي فور إس الأمنية  عمل في سفارة مصر لدى كوريا الشمالية بجانب مناصب عديدة أخرى تقلدها. هو رئيس مركز الجمهورية للدراسات والأبحاث السياسية والأمنية ومعلق على الأمور المتعلقة بالمجلس الأعلى للقوات المسلحة منذ ثورة 25 يناير.
توفي سامح سيف اليزل في الرابع من أبريل عام 2016 عن عمر ناهز السبعين عاماً في مستشفى خاص في القاهرة اثر مرض السرطان

## الرتب
تخرج من الكلية الحربية عام 1965 واشترك في حرب 1967 وحرب الاستنزاف كما أشترك في حرب أكتوبر 1973[بحاجة لمصدر].
كان ضابطاً بالحرس الجمهوري المصري ثم بالمخابرات الحربية المصرية حتى رتبة مقدم ثم خدم بعد ذلك في المخابرات العامة المصرية حتى رتبة لواء

## المناصب

### الشهادات
حصل على العديد من الدورات الأمنية والتحليل السياسي والعلوم الاستراتيجية والتفاوض.
- حاصل على بكالوريوس العلوم العسكرية (الكلية الحربية المصرية).
- دورات عسكرية في المدرعات من المعاهد العسكرية المصرية.
- دورة علوم الدبابات البرمائية من الأكاديمية العسكرية العليا في فيرنو في تشيكوسلوفاكيا (حاليا عاصمة سولفاكيا) وحصل على المركز الأول على جميع الجنسيات المشتركة في الدورة.
- مدرس مادة الدبابات البرمائية في معهد المدرعات للقادة والضباط.
- دورات عديدة في علوم المخابرات العسكرية والمخابرات العامة.
- دورة إدارة الأزمات ومكافحة الإرهاب من الولايات المتحدة الأمريكية.
- دبلوم الدراسات العليا في العلوم الاستراتيجية والسياسية من المعهد القومي الاستراتيجي في الولايات المتحدة الأمريكية (18 شهر)
- رخصة الطيران الشراعي من معهد الطيران في إمبابة.
- رخصة طيران من معهد كامبل في بريطانيا بالطيران بالطائرت الخفيفة ذات المحرك الواحد
- زمالة معهد القادة والمديرين في بريطانيا.

وغيرها

## العلاقات الدولية
- عمل كوزير مفوض في السفارة المصرية بإنجلترا وعمل كمستشار بسفارة مصر في كوريا الشمالية
- رئيس مجلس إداره الجمعية البريطانية المصرية للأعمال BEBA.[7]
- عمل كرئيس مجلس إدارة شركة جي فور إس G4 Securecore البريطانية الأصل متعددة الجنسيات في مجال كافة الخدمات الأمنية
- رئيس جمعية الصداقة الكورية الجنوبية المصرية
- أيضا وحاليا الرئيس التنفيذى لمركز الجمهورية للدراسات والأبحاث السياسية والأمنية[8]

## السياسة
يظهر سامح سيف اليزل في عدة برامج تلفزيونية لشرح وتوضيح أحداث مصر خصوصًا ما يتعلق منها بالمجال العسكري. أيد ترشح اللواء عمر سليمان للرئاسة.
كما تكلم دفاعا عن نوايا المجلس الأعلى للقوات المسلحة.
صرح بعد سنة من حكم محمد مرسي ثم قيام مظاهرات 30 يونيو أن المجلس الأعلى للقوات المسلحة قد تعمد تمويل قوى سياسية وإطالة الفترة الانتقالية لتدمير شعبية الإخوان المسلمين. في برنامج على قناة سي بي سي الفضائية قال سيف اليزل أن القوات المسلحة مولت أحزابًا كثيرة لمواجهة الإخوان المسلمين في أول الانتخابات التشريعية التي جرت عام 2012.

## روابط
- السيرة الذاتية 1 على يوتيوب
- السيرة الذاتية 2 على يوتيوب